# Dragon's Breath (videojuego)
Dragon´s Breath ("Aliento de Dragón") también conocido como Dragon Lord, era un videojuego de estrategia en un escenario fantástico creado por Palace Software, LTD. y Spotlight Software en 1990 para Commodore Amiga, Atari ST y MS-DOS. Los jugadores controlaban dragones y conquistaban ciudades con el objetivo de obtener recursos para imponerse a sus adversarios y obtener los tres trozos de un talismán que les permitirían alcanzar la inmortalidad.

## Objetivo del juego
Los jugadores encarnan a tres hechiceros malignos: Bachim el Alquimista, Oureod la Vampira y Ametrin la Bestia Verde. Estos tres hechiceros habitan en la legendaria tierra de Anrea y su objetivo es encontrar los tres trozos de un legendario talismán, perdido en el territorio, que les permitirá abrir las puertas de un castillo donde se encuentran los secretos de la inmortalidad.

## Dragones
Cada jugador comienza con un dragón preparado para saquear la tierra y conquistar ciudades a las que imponer impuestos para obtener recursos con los que ganar el juego. Las capacidades de los dragones pueden ser mejoradas mediante hechizos de alquimia, y sufren daño cuando atacan ciudades o permanecen demasiado tiempo alejados de su hogar o no pueden ser mantenidos. Si hay un dragón presente en una ciudad y otro la ataca, los dos dragones se enfrentarán hasta que venza el más fuerte.
Los dragones también pueden atacar ciudades sin conquistarlas simplemente para reducir su población, bien para ayudar a otras ciudades en su guerra contra ellas o para rescatar princesas o nobles mantenidos como rehenes, y por los que se ofrecen recompensas.

## Huevos de dragón
Aparte del dragón inicial, cada jugador dispone de una reserva de 20 huevos de dragón. Para hacerlos eclosionar debe utilizar una máquina incubadora, que en función de su potencia emite más o menos calor y consume más o menos recursos. Si un huevo en proceso de incubación permanece demasiado tiempo sin calor, no eclosionará y dejará de ser útil. También se pueden utilizar hechizos de alquimia para influir en las características del dragón que surgirá del mismo.

## Ciudades
Las ciudades de Anrea constituyen la principal fuente de recursos monetarios para los jugadores. Para conquistarlas es necesario que los dragones las ataquen y las obliguen a rendirse. Esto puede hacerse de modo automático (el ordenador decide de modo automático el éxito o fracaso del dragón en función de su fuerza de ataque y la defensa de la ciudad) o en modo arcade en el que el jugador puede manejar directamente al dragón destruyendo edificios y máquinas de defensa (catapultas, globos, etc.). 
Una vez conquistada una ciudad, el jugador puede imponerle una tasa de impuestos. Si es demasiado elevada para su población y capacidad económica intentará rebelarse, aunque no podrá hacerlo si hay un dragón apostado permanentemente en ella. Sin embargo, si aparece un bárbaro, matará al dragón.
La población de las ciudades, su nivel de desarrollo y su disposición hacia su amo, pueden ser afectados mediante hechizos de alquimia, incrementando o reduciendo su población o su nivel tecnológico.

## Alquimia
Cada jugador dispone de un laboratorio alquímico con diversos componentes que puede adquirir a los mercaderes que llegan periódicamente a su castillo (salvo uno) o que puede encontrar dispersos por el territorio de Anrea. Las combinaciones de ingredientes pueden tener diversos efectos:
Ingredientes directores: estos ingredientes dirigen el efecto del hechizo hacia el objetivo deseado: dragón, huevo, ciudad o el propio jugador.
Ingredientes de efecto: estos ingredientes activan un efecto concreto que puede ser beneficioso o perjudicial: incrementar la fuerza de los dragones, la población de las ciudades, la capacidad del alquimista para generar recursos etc.
Ingredientes reguladores: Estos ingredientes incrementan o reducen la potencia de la mezcla alquímica. Si es demasiado potente estallará, destrozando el laboratorio, que tendrá que ser reparado. 
Por otra parte la mayoría de los ingredientes tienen diversos efectos, tanto perjudiciales como beneficiosos, por lo que es necesario combinarlos con otros hasta dar con la mezcla adecuada.
La potencia también puede ser influenciada incrementando o reduciendo la temperatura con un calentador, y el modo de preparación de los ingredientes (triturado, pulverizado, sin alterar, etc.) también influye en los efectos.
Para realizar pociones resulta muy útil la tabla de ingredientes que acompaña al juego. De lo contrario, su elaboración resultará muy difícil y tendrá que comprobarse mediante la prueba y el fallo (algo muy costoso).

## El talismán
Para encontrar los tres trozos del talismán dispersos por Anrea, los dragones tienen que aterrizar en la ciudad o territorio en el que se encuentran ocultos. Si se incrementa la vista del dragón mediante Alquimia podrá verlo sin necesidad de aterrizar, aunque tendrá que aterrizar para controlarlo y tras registrar la zona advertirá a su amo. Con una vista incrementada el dragón también podrá encontrar ingredientes alquímicos.
Los tres trozos del talismán no pueden ser llevados al castillo del jugador hasta que los encuentre todos, lo que puede permitir a los demás jugadores arrebatarle su control. Para controlar los trozos es necesario que tres dragones los custodien. Cuando esto ocurre, los dragones regresan con los trozos del talismán al castillo de su amo, y con ellos en su poder habrá conseguido la victoria y la llave para acceder a los secretos de la inmortalidad.